# 蓬特德瓦
蓬特德瓦，是西班牙加利西亚自治区奥伦塞省的一个市镇。总面积10平方公里，总人口679人（2001年），人口密度68人/平方公里。